# Иониты

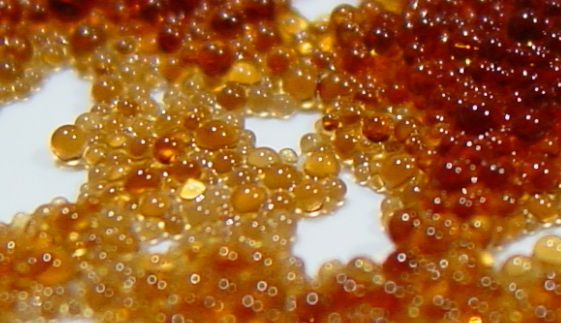
Зёрна ионита (ионообменной смолы в данном случае)

Иониты — твёрдые нерастворимые вещества, способные обменивать свои ионы на ионы из окружающего их раствора. Обычно это синтетические органические смолы, имеющие кислотные или щелочные группы. Иониты разделяются на катиониты, поглощающие катионы, аниониты, поглощающие анионы, и амфотерные иониты, обладающие обоими этими свойствами. Широко применяются иониты для опреснения вод, в аналитической химии для разделения веществ методом хроматографии, в химической технологии. Иониты распространены в природе, в частности, в почве содержатся катиониты, которые предохраняют катионы необходимых растениям элементов (например, калия) от вымывания водой и обменивают их на ионы водорода выделяемой растениями кислоты, таким образом способствуя питанию растений. В зависимости от природы матрицы различают неорганические и органические иониты.

## История
В 1850 году Гарри Стивен Мейси Томпсон (англ. Harry Stephen Meysey Thompson) опубликовал в английском журнале The Journal of the Royal Agricultural Society of England статью, в которой изложил результаты экспериментов, проведённых им летом 1845 года. Он пропускал дистиллированную воду c растворённым в ней сульфатом аммония через слой почвы. На выходе количество сульфата аммония в воде значительно уменьшилось, зато она стала содержать много гипса, что свидетельствовало о том, что ионы аммония задержались почвой, обменявшись на содержавшиеся в ней ионы кальция. В том же номере журнала опубликовал статью Джон Томас Уэй (англ. John Thomas Way), который провёл множество экспериментов, свидетельствующих об ионообмене в почве. Оба автора ссылаются также на фермера Хакстебла (англ. Huxtable), поставившего подобный эксперимент.
В статье, датируемой 26 июля 1905 года, Р. Ганс (нем. Gans) описал методы технического получения искусственных неорганических ионитов — цеолитов — и указал на возможность их применения для уменьшения жёсткости воды. Действие ионитов изучали российские и советские учёные К. К. Гедройц, Н. Д. Зелинский, М. С. Цвет. В 1935 году Б. А. Адамс (англ. Basil Albert Adams) и Э. Л. Холмс (англ. Eric Leighton Holmes) обнаружили свойство обменивать ионы у синтетических органических полимеров, тем самым пополнив группу известных ионитов ионообменными смолами. В 1950—1960 гг. синтетические иониты исследовали М. М. Дубинин, Б. П. Никольский, Б. Н. Ласкорин.

## Принцип действия
Иониты обычно состоят из зёрен, хотя производятся и иониты в виде мембран, волокон и тканей. Возьмём для определённости катионит, содержащий катионы водорода. Если через такой катионит пропустить вещество без ионов, например, дистиллированную воду, то ни вещество, ни катионит никак не изменятся. Однако если пропустить раствор соли, то этот раствор превратится в кислоту, а катионит будет содержать уже не катионы водорода, а катионы соли — произойдёт ионообмен. Чтобы вернуть катионит в исходное состояние, через него нужно пропустить кислоту — катионы соли в катионите вновь заменятся на катионы водорода — а затем отмыть от остатков кислоты. Подобным же образом аниониты обменивают свои анионы на анионы среды, в которую их помещают.
Иониты состоят из полимерной матрицы и связанных с ней ионогенных групп. При диссоциации каждая ионогенная группа разделяется на фиксированный ион, связанный с матрицей, и подвижный ион, который и обменивается на ионы раствора. Обычно чем больше заряд обмениваемого иона, тем лучше ионит обменивается им, а если заряды одинаковы, лучше обмениваются ионы, радиус которых больше. Например, сильнокислотные катиониты с сульфогруппами ионы калия K+ обменивают лучше, чем ионы лития Li+, поскольку литий и калий расположены в одной подгруппе таблицы Менделеева и атомный номер калия больше, чем у лития, поэтому и радиус иона у него больше. Другой пример: сильноосновные аниониты обменивают ионы иода I- лучше, чем ионы хлора Cl-, поскольку хлор и иод расположены в одной подгруппе и атомный номер иода больше, чем у хлора, поэтому и радиус иона у него больше.

## Классификация
По заряду обмениваемых ионов иониты делятся на следующие типы:
- Катиониты. Являясь кислотами, они поглощают положительные ионы и обменивают их на другие положительные ионы. Для регенерации катионита нужно(подвергнуть его действию раствора кислоты для катионитов в H-форме, чаще всего используют раствор серной кислоты) или хлорида натрия (для катионитов в Na-форме). В свою очередь, подразделяются на следующие подтипы[1]:
  - Сильнокислотные. Содержат сильно диссоциированные кислотные группы, например, сульфокислотные. Могут обменивать ионы в средах с кислой, нейтральной и щелочной реакцией. Примером является российский катионит КУ-2-8, поставляемый в Na- и OH-формах.
  - Слабокислотные. Содержат слабодиссоциированные кислотные группы, например, карбоксильные. Обменивают ионы только в средах с нейтральной и щелочной реакцией. Обладают большей рабочей объемной ёмкостью по сравнению с сильнокислотными.
- Аниониты. Являясь основаниями, поглощают отрицательные ионы и обменивают их на другие отрицательные ионы. Для регенерации анионита его подвергают действию щёлочи, как правило раствора NaOH. Подразделяются на следующие подтипы[1]:
  - Сильноосновные. Могут обменивать ионы в средах с кислой, нейтральной и щелочной реакцией. Подвержены необратимому загрязнению органическими веществами (такими как гуминовые кислоты), стоит иметь в виду при проектировании установки, если окисляемость исходной воды существенна.
  - Слабоосновные. Могут обменивать ионы только в средах с кислой и нейтральной реакцией. Менее подвержены необратимому загрязнению органическими веществами по сравнению с сильноосновными, обладают более высокой рабочей объемной ёмкостью.
  - Среднеосновные. Содержат и группы, характерные для сильноосновных анионитов, и группы, характерные для слабоосновных анионитов.
- Амфотерные иониты или полиамфолиты. В разных ситуациях они могут вести себя или как катиониты, или как аниониты. Для регенерации амфотерных ионитов их промывают водой.

В зависимости от природы матрицы иониты делятся на неорганические и органические.
По зерновому составу ионообменные смолы делят на монодисперсные и полидисперсные, монодисперсные имеют очень малый разброс по диаметру отдельных зёрен.

### Органические иониты
Органические иониты — это в основном синтетические ионообменные смолы. Органическая матрица изготавливается путём поликонденсации мономерных органических молекул, таких как стирол, дивинилбензол, акриламид и т. д. В эту матрицу химическим путём вводятся ионогенные группы (фиксированные ионы) кислотного или основного типа. Традиционно вводимыми группами кислотного типа являются -СООН; -SО3Н; -РО4Н2 и т. п., а основного типа: ≡N; =NH; -NH2; -NR3+ и т. п. Современные ионообменные смолы, как правило, обладают высокой обменной ёмкостью и стабильностью в работе.
Иониты способны к набуханию в воде, что обусловлено присутствием гидрофильных фиксированных групп, способных к гидратации. Однако беспредельному набуханию, то есть растворению, препятствуют поперечные связи. Степень поперечной связанности задаётся при синтезе ионитов через количество вводимого сшивающего агента — дивинилбензола (ДВБ). Стандартные смолы, используемые для умягчения, содержат 8 % ДВБ. Доступные в настоящее время смолы могут содержать от 2 до 20 %. В целом степень набухания ионитов определяется количеством сшивки ДВБ, концентрацией гидрофильных ионогенных групп в объёме зерна ионита и тем, какие противоионы находятся в ионите. Обычно однозарядные ионы, особенно ионы водорода и гидроксила, приводят к наибольшему набуханию; многозарядные противоионы приводят к некоторому сжатию и уменьшению объёма зерен.

### Неорганические иониты
Неорганические иониты — это в основном иониты природного происхождения, к которым относятся алюмосиликаты, гидроксиды и соли поливалентных металлов. Наиболее распространенными и применяемыми для очистки воды неорганическими природными ионитами являются цеолиты.
Цеолиты — это минералы из группы водных алюмосиликатов щелочных и щелочноземельных элементов, которые характеризуются наличием трёхмерного алюмокремнекислородного каркаса, образующего системы полостей и каналов, в которых расположены щелочные, щёлочноземельные катионы и молекулы воды. Общий объём системы полостей и каналов цеолита составляет до 50 % объёма каркаса цеолита. Катионы и молекулы воды слабо связаны с каркасом и могут быть частично или полностью замещены путём ионного обмена и дегидрации. Ионообменные свойства цеолитов определяются особенностями химического сродства ионов и кристаллической структуры цеолита. При этом необходимо соответствие размеров входных отверстий в цеолитовый каркас и замещающих ионов, так как каркас цеолита имеет жёсткую кристаллическую структуру и, в отличие от органических смол, не может набухать с изменением объёма.
Ионным обменом на цеолитах удается выделять ионы, извлечение которых другим методом часто представляет большую сложность. Установлена способность цеолитов адсорбировать радиоактивные ионы цезия из растворов, удалять NH4+, извлекать ионы Cu, Pb, Zn, Cd, Ba, Co, Ag и других металлов, очищать природные газы. Ионоситовый эффект позволяет адсорбировать из газовых и жидких систем пары азота, CO2, SO2, H2S, Cl2, NH3. Кроме этого, цеолиты могут быть использованы для удаления растворённых железа, марганца и уменьшения жёсткости.
Цеолиты имеют ряд особенностей, отличающих их от органических смол. Так, общая минерализация обрабатываемой воды должна быть не менее 80 мг/л, так как при меньшем содержании солей происходит растворение алюмосиликатного каркаса цеолита. При рН обрабатываемой воды ниже 6 также возрастает вероятность разрушения кристаллической решетки.
Динамическая обменная ёмкость цеолитов ниже динамической обменной ёмкости органических смол в тех же условиях, что связано с более медленной кинетикой обмена на цеолитах. Остаточная жёсткость воды после цеолитов составляет около 0,3 мг-экв/л, тогда как после органических смол — не более 0,1 мг-экв/л, чаще всего меньше.

## Применение
Иониты применяются для уменьшения жёсткости воды путём замены обусловливающих её ионов кальция и магния на другие, например, натрия. Применяются они и для обессоливания воды, при этом удаляются и катионы, и анионы путём последовательного прохождения воды через катионит и анионит. В пищевой промышленности иониты применяются для очистки сока сахарной свёклы от примесей при производстве сахара, используются в производстве дрожжей, глюкозы, желатина. Катиониты применяются в медицине для увеличения времени хранения крови путём замены в ней ионов кальция на ионы натрия. Широко используются иониты для выделения из растворов антибиотиков при их производстве. С помощью ионитов извлекаются редкие и рассеянные элементы из полиметаллических руд. В сельском хозяйстве иониты используются для доставки растениям необходимых им элементов.